# شهرستان سووبیتسه
شهرستان سووبیتسه (به لهستانی: Powiat Słubice) یک شهرستان در لهستان است که در استان لوبوسکی واقع شده‌است. شهرستان سووبیتسه ۹۹۹٫۷۷ کیلومتر مربع مساحت و ۴۶٬۷۷۷ نفر جمعیت دارد.

## خواهرخوانده
شهر فرانکفورت (اودر) خواهرخواندهٔ شهرستان سووبیتسه هست.